# Leave It to Me!
Leave It to Me! est une comédie musicale de 1938 composée par Cole Porter sur un livret de Samuel et Bella Spewack, qui en a dirigé la production à Broadway.
La première a eu lieu le 9 novembre 1938, et elle a été représentée à 291 reprises. Le livret est basé sur la pièce Clear All Wires de Samuel et Bella Spewack, qui avait été jouée en 1932 et filmée en 1933.
L'histoire se déroule dans la Russie stalinienne des années 1930, avec une apparition du personnage de Staline à la fin.
Dans l'acte 2 on trouve la chanson My Heart Belongs to Daddy, qui a été reprise ultérieurement par Marilyn Monroe dans le film Le Milliardaire.
La chorégraphie est de Robert Alton et les costumes sont réalisés par Raoul Pène Du Bois.

## Distribution originale
- William Gaxton (Buckley J. "Buck" Thomas)
- Mary Martin (Dolly Winslow)
- Victor Moore (Alonzo "Stinky" Goodhue)
- Sophie Tucker (Mme Goodhue)
- Tamara (Colette)